# Kristen Babb-Sprague
Kristen Babb-Sprague, bis 1991 Kristen Babb,  (* 29. Juli 1968 in Walnut Creek, Kalifornien) ist eine ehemalige Synchronschwimmerin aus den Vereinigten Staaten. Sie gewann bei Olympischen Spielen eine Goldmedaille sowie bei Weltmeisterschaften eine Goldmedaille und zwei Silbermedaillen.

## Karriere
Kristen Babb begann im Alter von drei Jahren mit dem Schwimmen in dem Walnut Creek Aquanuts Team, in dem ihre ältere Schwester und ihre Mutter zur Mannschaft im Synchronschwimmen mitwirkten. Im Alter von sechs Jahren gehörte auch Kristen zum Team. Unter Sue Ahlet und Gail Emery durchlief sie die verschiedenen Altersklassen bis zur Nationalmannschaft der Vereinigten Staaten. Sie gewann insgesamt acht Meistertitel der Vereinigten Staaten in der Mannschaftswertung, vier in der Einzelwertung und einen im Duett.
Bei den Weltmeisterschaften 1986 in Madrid gewann Kristen Babb die Silbermedaille mit der Mannschaft. In der Einzelwertung war Sarah Josephson die einzige Vertreterin der Vereinigten Staaten im Finale. 1987 siegte Kristen Babb mit der Mannschaft bei den Panamerikanischen Spielen in Indianapolis. Für die Olympischen Spiele 1988 konnte sich Kristen Babb nicht qualifizieren. 1989 erlitt Kristen Babb eine schwere Rückenverletzung. Nach einem Jahr Trainingspause begann sie wieder mit dem Sport und konnte sich für die Weltmeisterschaften 1991 in Perth qualifizieren. Dort gewann sie mit dem Team in der Mannschaftswertung. In der Einzelwertung belegte sie den zweiten Platz hinter der Kanadierin Sylvie Fréchette.
Nach ihrer Heirat mit dem Baseballer Ed Sprague startete Kristen Babb-Sprague 1992 unter ihrem neuen Namen bei den Olympischen Spielen in Barcelona. Im Figuren-Wettkampf, der Pflicht, gewann Kristen Babb-Sprague vor ihren Landsfrauen Sarah und Karen Josephson, dahinter kamen drei Kanadierinnen mit Sylvie Fréchette an der Spitze. Für den Kür-Endkampf wurde nur je eine Schwimmerin je Land zugelassen, so dass Babb-Sprague mit 0,251 Punkten Vorsprung ins Finale einstieg. Im Finale erhielt Fréchette die etwas höhere Note, konnte aber ihren Rückstand aus dem Figurenschwimmen nicht aufholen. Wie sich herausstellte, stammte der Rückstand aus einer Fehlwertung der brasilianischen Punktrichterin, die versehentlich für Fréchette eine 8,7 statt einer 9,7 gedrückt hatte. Trotz Protesten erhielt Babb-Sprague die Goldmedaille und Fréchette zunächst nur Silber. Im Oktober 1993 wurde dann durch das IOC auf Vorschlag der FINA entschieden, nachträglich auch Fréchette eine Goldmedaille zu gewähren. Mit dieser Entscheidung werden für 1992 zwei Olympiasiegerinnen in der Einzelwertung geführt.
1999 wurde Kristen Babb-Sprague in die International Swimming Hall of Fame (ISHOF) aufgenommen.